# Durbania amakosa
Durbania amakosa is een vlinder uit de familie van de Lycaenidae. De wetenschappelijke naam van de soort is voor het eerst geldig gepubliceerd in 1862 door Roland Trimen.
Dit is de typesoort van het geslacht Durbania. Ze werd ontdekt door William Stewart Mitchell d’Urban tijdens zijn verblijf in Brits-Kaffrarië (de huidige provincie Oost-Kaap); Trimen noemde het geslacht naar d'Urban.